# البناء المشترك ورخصة التشغيل للمفاعلات
البناء المشترك ورخصة التشغيل للمفاعلات هو جزء من عملية «مبسطة» أحدث تشجيع على التصميمات القياسية للمفاعلات وتمنع التأخير في التشغيل الذي ساهم في تكثيف العديد من المصانع منذ الثمانينات.
"الترخيص المشترك يخول البناء والتشغيل المشروط لمحطة الطاقة النووية حيث 
يجب أن يحتوي طلب الترخيص المجمع على نفس المعلومات المطلوبة في طلب الحصول على ترخيص تشغيل صادر بما في ذلك المعلومات المالية ومكافحة الاحتكار والتقييم يجب أيضا أن يصف التطبيق عمليات التفتيش والاختبارات والتحليلات ومعايير القبول اللازمة لضمان أن المفاعل قد تم تشييده بشكل صحيح وسيعمل بأمان. "
في السابق كانت عملية الترخيص تشتمل على خطوتين رخصة بناء ورخصة تشغيل كل منها يتطلب تقديم طلب مختلف ومراجعته.